# Ischnura cyane
Ischnura cyane – gatunek ważki z rodziny łątkowatych (Coenagrionidae).